# Дегенхард фон Хеленщайн
Дегенхард фон Хеленщайн (на немски: Degenhard von Hellenstein; † сл. 1182) е благородник от фамилията Хеленщайн. Фамилният замък „Хеленщайн“ се намира над Хайденхайм ан дер Бренц в Баден-Вюртемберг.

## Произход и управление
Той е внук на Гоцперт де Халенстайне и братовчед или брат на Тегенхардус де Хаеленщайн. Дядо му започва през 1096 г. да строи двореца „Хеленщайн“.
Дегенхард фон Хеленщайн е в свитата на император Фридрих I Барбароса. Дегенхард разширява замъка. През 1273 г. свършва управлението на род Хеленщайн. От 1351 до 1448 г. замъкът е собственост на графовете фон Хелфенщайн. След 1450 г. замъкът е баварска собственост.
Дегенхард фон Хеленщайн е прадядо на Дегенхард, епископ на Аугсбург (1303 – 1307), и на Андреас фон Гунделфинген, епископ на Вюрцбург (1303 – 1313).

## Деца
Дегенхард фон Хеленщайн има една дъщеря:
- Маргарета фон Хеленщайн († ок. 1233), омъжена за Улрих I фон Гунделфинген († сл. 1228), син на Готфрид фон Гунделфинген, родители на:[2]
  - Улрих II фон Гунделфинген-Хеленщайн († 30 април 1280), господар на Хеленщайн, фогт на Ешенбрун, женен за Аделхайд фон Албек († пр. 1279), родители на:
    - Андреас фон Гунделфинген († 14 декември 1313), епископ на Вюрцбург (1303 – 1313)
    - Дегенхард фон Гунделфинген-Хеленщайн († сл. 1293), баща:
      - Дегенхард фон Гунделфинген-Хеленщайн († 26 ноември 1307), епископ на Аугсбург (1303 – 1307)

  - дъщеря фон Гунделфинген (* ок. 1218), омъжена ок. 1239 г. за Бертолд I фон Шауенбург († сл. 1281), родители на:
    - Хайнрих I фон Шауенбург († сл. 1268)